# Alois Kübeck von Kübau
Alois Karl Freiherr Kübeck von Kübau (* 29. Dezember 1818 in Innsbruck; † 14. Mai 1873 in Graz) war ein österreichischer Diplomat und Gesandter. Kübeck von Kübau war von 1859 bis 1866 Bundespräsidialgesandter des Kaisertums Österreich sowie Botschafter in Italien und im Vatikanstaat.

## Leben

### Familie
Alois Karl Freiherr Kübeck von Kübau entstammte der Familie Kübeck, die ursprünglich aus der Markgrafschaft Mähren kam. Sein Vater Alois Kübeck (* 18. Juni 1787 in Znaim; † 18. Juni 1850 in Gries) war Mitglied der Landstände in Tirol sowie österreichischer Hofrat an der Haus-, Hof- und Staatskanzlei in Wien. Er erhielt am 20. Oktober 1816 zusammen mit seinem Bruder Karl Friedrich von Kübeck den österreichischen Adels- und Ritterstand mit dem Prädikat von Kübau. Beide wurden am 29. März 1825 von Kaiser Franz II. in den österreichischen Freiherrenstand erhoben.
Sein Vater heiratete am 30. September 1815 in Schwaz Luise Edle von Montag (* 3. Januar 1794 in Prag; † 20. April 1872 in St. Pauls). Alois war der älteste Sohn von fünf Kindern des Paares, er hatte noch zwei Brüder und zwei Schwestern. Sein jüngerer Bruder Guido wurde Mitglied im Abgeordnetenhaus von Österreich, seine ältere Schwester Clara heiratete den österreichischen Politiker Johann Putzer von Reibegg. Der österreichische Abgeordnete und Politiker Max Kübeck von Kübau war sein Vetter, ein Sohn seines Onkels Karl Friedrich von Kübeck.

### Beruflicher Werdegang
Nach Beendigung seiner Studien trat Kübeck von Kübau bei der Niederösterreichischen Regierung ein wechselte aber schon bald in den diplomatischen Dienst. Er war zunächst Legationssekretär an der österreichischen Botschaft in London und wurde später Geschäftsträger und Ministerresident der österreichischen Botschaft in den Niederlanden, in Griechenland und in der Schweiz. 1848 wechselte er in das Außenministerium nach Wien, wo er mit zahlreichen außerordentlichen Missionen betraut wurde. Mit der Ernennung von Erzherzog Ferdinand Maximilian zum Generalgouverneur von Lombardo-Venetien wurde er zu dessen ersten Beirat berufen.
Im Mai 1859 ernannte man Kübeck von Kübau, mit 40 Jahren, zum Bevollmächtigten Minister und österreichischen Präsidialgesandten bei der Bundesversammlung des Deutschen Bundes in Frankfurt am Main als Nachfolger des zum Ministerpräsidenten berufenen Bernhard von Rechberg. Ein Höhepunkt seiner Arbeit in der Bundesversammlung war die Organisation des Frankfurter Fürstentages im Sommer 1863, dessen Ergebnisse in der Frankfurter Reformakte vom 1. September 1863 zusammengefasst wurden. Die Beschlüsse zur Reform des Deutschen Bundes scheiterten allerdings am Widerstand des preußischen Königs Wilhelm I. und dessen Ministerpräsidenten Otto von Bismarck. Mit dem von Kübeck von Kübau eingebrachten Bundesbeschluss vom 14. Juni 1866 und dem folgenden Ausbruch des Deutschen Krieges, kam es am 24. August 1866 in Augsburg unter seinem Vorsitz zu einer letzten Sitzung des Bundestags, der zur Auflösung des Deutschen Bundes führte.
Kübeck von Kübau erhielt im Herbst 1866 die Ernennung zum Botschafter Österreichs im neugegründeten Königreich Italien, an den Hof von Viktor Emanuel II. Seine Arbeit gestaltete sich zunächst schwierig, da auch Italien zu den Kriegsgegnern Österreichs während des Deutschen Krieges gehörte und das nach den Bestimmungen des Wiener Friedens das Königreich Venetien an Italien abtreten musste. Gleichwohl konnten während seiner Botschafterzeit wichtige Handels-, Post- und Auslieferungsverträge mit Italien abgeschlossen werden. Die Nachverhandlungen zum Wiener Frieden über privatrechtliche Vermögensansprüche leitete er stetes selbst, was im Abschluss der Finanzkonvention vom 6. Januar 1871 gipfelte.
Mit dem Einmarsch der italienischen Truppen im Rom im September 1870 während des Deutsch-Französischen Krieges und der Verlegung der Hauptstadt Italiens von Florenz nach Rom, wurde Kübeck von Kübau zum Ende des Jahres 1871 von seinem Botschafterposten abberufen. Allerdings wurde er im Mai 1872 erneute nach Italien versetzt, nun als Botschaften Österreichs am Heiligen Stuhl bei Papst Pius IX., der sich selbst nach den Ereignissen als Gefangener im Vatikan betrachtete.
Doch bereits am 14. Mai 1873 um 10 Uhr Vormittags starb Alois Karl Freiherr Kübeck von Kübau, im Alter von 54 Jahren, in Graz an Herzwassersucht, an der er schon seit längerer Zeit litt. Die Einsegnung fand am 16. Mai statt, im Anschluss wurde er in Graz bestattet. Er war k.k. Gubernialrat sowie Landmann der Grafschaft Tirol. Für seine Verdienste während des Frankfurter Fürstentages verlieh ihm Kaiser Franz Joseph I. 1863 das Großkreuz des Leopold-Ordens. Er war außerdem Ritter des russischen Annenordens 2. Klasse und des Ordens der Eisernen Krone 2. Klasse sowie Kommandeur des dänischen Dannebrogordens, des griechischen Erlöser-Ordens und des hessischen Wilhelmsordens.

### Ehe und Nachkommen
Alois Karl Freiherr Kübeck von Kübau heiratete am 29. Juni 1857 in Bern die Komtess Fidele de Salignac-Fénelon (* 24. Januar 1838 in Frankfurt am Main; † 10. Februar 1915 in Graz). Das Paar hatte sieben Kinder, vier Söhne und drei Töchter. Der älteste Sohn Karl wurde Bezirkshauptmann in Graz, seine jüngeren Brüder diente als Offiziere in der k.k. Armee, Alfred als Major und Maximilian als Rittmeister.
Von den Töchtern wurde Pia Ordensfrau in Kopenhagen und Maria Stiftsdame im Albert-Karolinen-Stift zu Freiburg im Breisgau. Ihre Schwester Berta Maria Aloysia (* 18. Juli 1866 in Baden-Baden) heiratete am 2. Juni 1894 in Graz den österreichischen Diplomaten Rüdiger von Biegeleben. Sie starb 1945 in Lyon als Ordensfrau der Karmeliten.